# MR16

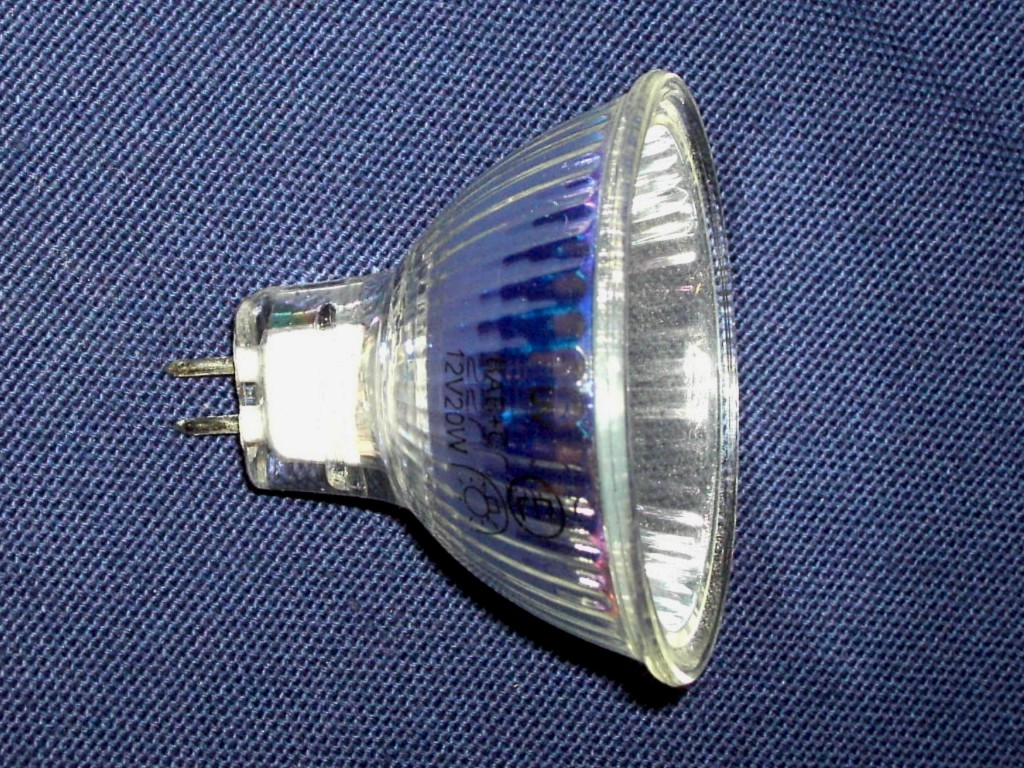
Lámpara MR16.

MR16 (también conocido como MR-16) es un formato estándar de lámparas o bombillas halógenas o LED de reflector hechos por diversos fabricantes. Normalmente son usados al igual que las lámparas fluorescentes y las bombillas incandescentes en iluminación residencial y comercial. Originalmente las lámparas MR16 se diseñaron para proyectores de diapositivas y son adecuadas para diversas aplicaciones en las que se requiera iluminación direccional de intensidad baja a media, como iluminación de senderos, luces empotradas en techos o cielo rasos, lámparas de escritorio, iluminación de paisajes, iluminación de mostradores y luces de bicicleta.

## Nombres
ANSI utiliza los siguientes códigos estándar para nombrar diferentes combinaciones de Vatios y ángulo de apertura del haz de luz de lámparas MR16. Muchos fabricantes emplean estos códigos estándar para lámparas que cumplen con la especificación:
- ESX: 20 Vatios, haz de 10 grados (20MR16/10°)
- BAB: 20 Vatios, haz de 40 grados (20MR16/40°)
- EXT: 50 Vatios, haz de 15 grados (50MR16/15°)
- EXZ: 50 Vatios, haz de 25 grados (50MR16/25°)
- EXN: 50 Vatios, haz de 40 grados (50MR16/40°)
- FPA: 65 Vatios, haz de 15 grados (65MR16/15°)
- FPC: 65 Vatios, haz de 25 grados (65MR16/25°)
- FPB: 65 Vatios, haz de 40 grados (65MR16/40°)
- EYF: 75 Vatios, haz de 15 grados (75MR16/15°)
- EYJ: 75 Vatios, haz de 25 grados (75MR16/25°)
- EYC: 75 Vatios, haz de 40 grados (75MR16/40°)

Dado que las lámparas MR16 están disponibles en muchas otras combinaciones de Vatios y aperturas de haz, suelen nombrarse de acuerdo con abreviaturas en inglés del grado de apertura de haz. A pesar de que dichas abreviaturas son usadas comúnmente, los ángulos asociados con cada abreviatura varían ligeramente de fabricante a fabricante. Los ángulos típicos asociados con estas abreviaturas son:
- VNSP (Very narrow spot - Punto muy angosto): menos de 8 grados
- NSP (Narrow spot - Punto angosto): 8-15 grados
- SP (Spot - Punto): 8-20 grados
- NFL (Narrow flood - Señal angosta): 24-30 grados
- FL (Flood - Señal normal): 35-40 grados
- WFL (Wide flood - Señal amplia): 55-60 grados
- VWFL (Very wide flood - Señal muy amplia): 60 grados o más

## Características
Las lámparas MR16 consisten en un bulbo o cápsula halógeno integrado con un reflector de vidrio templado. El reflector tiene 50 milímetros de diámetro y 45 milímetros de alto. El tamaño compacto permite montajes mucho más pequeños y discretos que los bulbos incandescentes anteriores a los MR16s.
El reflector controla la dirección y apertura del haz de luz de la lámpara, el cual puede variar desde unos 7 grados hasta 60 grados o más. 
"MR" es la sigla en inglés de "multifaceted reflector" reflector multifaz, indicando que usualmente su forma está tallada con múltiples caras pequeñas, lo que da un borde suave al área iluminada aun cuando también existen lámparas con reflectores suavizados que proveen un área iluminada más definida.
En los modelos económicos el reflector está cubierto por una capa de aluminio que refleja la luz mientras que en modelos más costosos el recubrimiento es de dicroico que refleja frecuencias particulares del espectro visible en la dirección a la cual apunta la lámpara sin reflejar la luz infrarroja la cual produce calor, reduciendo por ende el calentamiento de su objetivo. La combinación de la fuente de luz halógena y el recubrimiento dicroico hace que estas lámparas brinden un índice de reproducción del color y una temperatura del color superiores a las bombillas incandescentes. Esto las hace adecuadas para aplicaciones donde la reproducción fiel del color es importante como en mostradores comerciales.
El brillo de las lámparas MR16 puede ajustarse con reductores de luz o atenuadores eléctricos adecuados pero la temperatura del color cambia significativamente.
Las MR16 producen bastante calor y deben manejarse con precaución para evitar contacto con la piel o proximidad a materiales inflamables cuando se encuentran encendidas o han estado encendidas recientemente.
Generalmente las lámparas MR16 son más eficientes energéticamente que las bombillas incandescentes normales pero menos eficientes que las lámparas fluorescentes. Su vida media esperada se encuentra entre 2.000 y 10 000 horas.
Las MR16, como todas las lámparas de cuarzo-halógeno, producen cantidades sustanciales de luz ultravioleta que usualmente debe filtrarse. Adicionalmente la cápsula de cuarzo ocasionalmente puede romperse o explotar ante la falla de la lámpara. Por estas razones algunas MR16 incluyen una cubierta de vidrio que hace las veces de filtro ultravioleta y escudo protector. Las lámparas MR16 que no cuentan con esta cubierta requieren un montaje que incorpore una pieza de vidrio externa diseñada específicamente para brindar esta protección.
- Datos: Q1881808
- Multimedia: Multifaceted reflector lamps / Q1881808